# Helsingforsbrug
De Helsingforsbrug (brug 2421) is een vaste brug in Amsterdam-West. De naam verwijst naar de Finse Oostzeehaven Helsinki. Amsterdam koos bij de vernoeming voor de Zweedse tenaamstelling "Helsingfors", omdat tijdens de houthandel met de Oostzeegebieden Finland een onderdeel uitmaakte van Zweden.

## Brug
De verkeersbrug verbindt de Houthavenkade, onderdeel van het vasteland, met het Wiborgeiland, een kunstmatig aangelegd eiland in de woonbuurt Houthavens die in de jaren tien van de 21e eeuw wordt aangelegd. De brug werd gebouwd toen er in verband met de bouwactiviteiten er nog geen water te bekennen was, de geulen die later uitgegraven worden tot grachten zijn wel al zichtbaar. Deze brug en de andere bruggen in deze wijk werden kaal opgeleverd omdat er nog druk bouwverkeer over de bruggen moest, alleen de pijlers en overspanning werden neergezet. Nadat de bebouwing gereed is wordt ze afgebouwd. Ze zorgt samen met de Wismarbrug en Stralsundbrug de zuidelijke doorgangsweg in de wijk.
Het ontwerp is afkomstig van Verburg Hoogendijk Architecten, Parkland Landschapsarchitecten en Paul de Kort. Zij lieten zich inspireren door dé bruggenarchitect van Amsterdam Piet Kramer. Zijn bruggen volgen qua ontwerp veelal de Amsterdamse School, een bouwstijl die alhoewel gemoderniseerd wordt teruggevonden in de bebouwing van het Stettineiland, maar ook in de Spaarndammerbuurt, gelegen net ten zuiden van de nieuwe woonwijk. De ontwerpers kozen daarbij voor de pylonen van de P.L. Kramerbrug (brug 400), maar dan in gemoderniseerde en afgeslankte vorm. De brug heeft vanaf boven gezien een vlindervorm met een breed lichaam. Zij werd op het droge opgebouwd uit prefab-betonelementen (zorgde voor minder vervuiling tijdens transport) waarin gerecycled betongranulaat (in het kader van duurzaam bouwen) is verwerkt. Later werd de gracht uitgegraven.
De Helsingforsbrug is een van de bruggen die het uiterlijk krijgen van een hefbrug, zoals de Gevlebrug, die als laatste van de set bruggen wordt opgeleverd. Daartoe heeft de brug vier hefkolommen; in plaats van hefapparatuur en -kabels worden zij uitgerust met verlichting. De naamplaat is aangebracht in de leuningen naar de brug toe. Het lettertype daarbij is afkomstig van Janno Hahn in opdracht van de architect.  

## Afbeeldingen

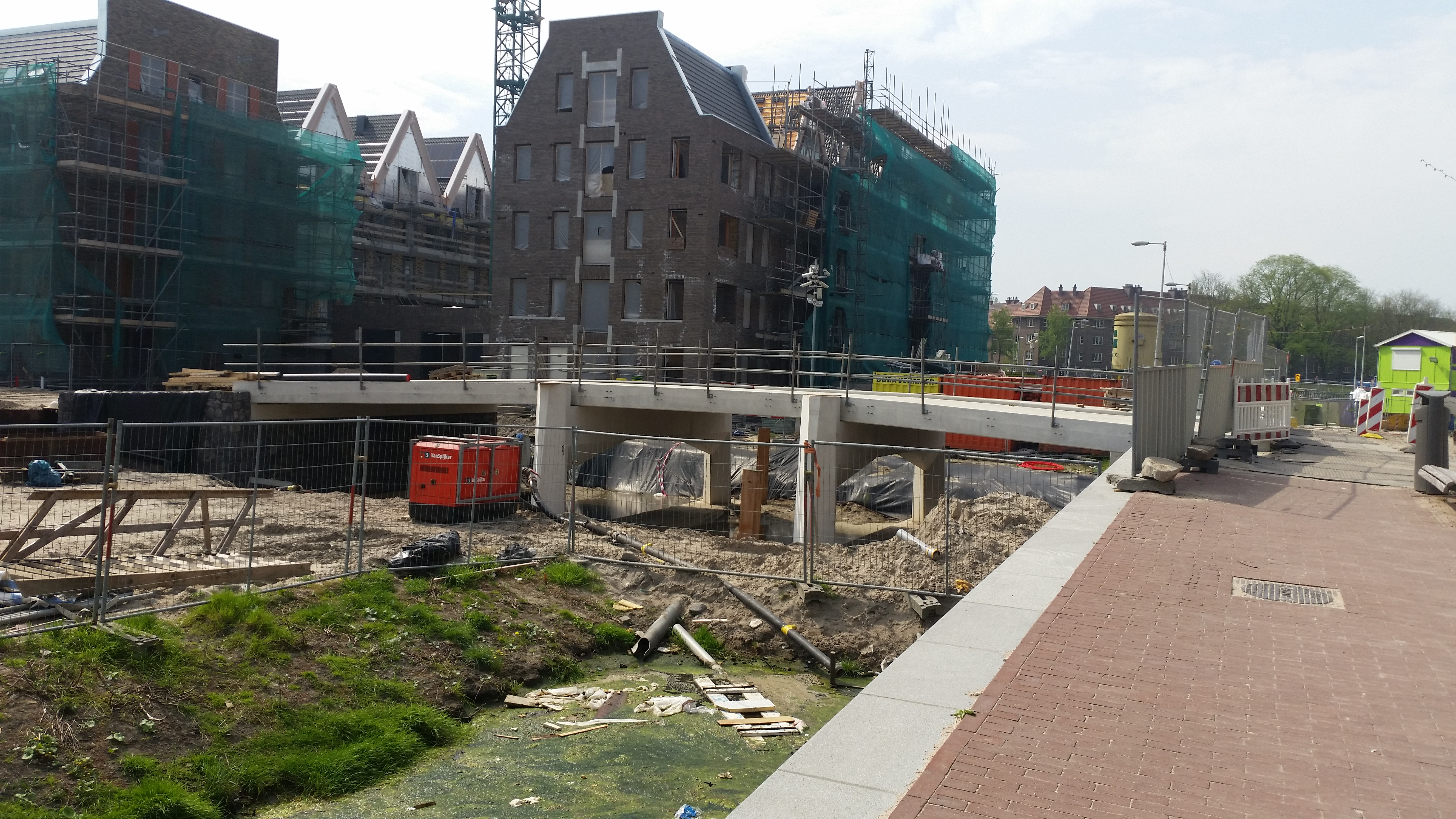
Helsingforsbrug (april 2018)
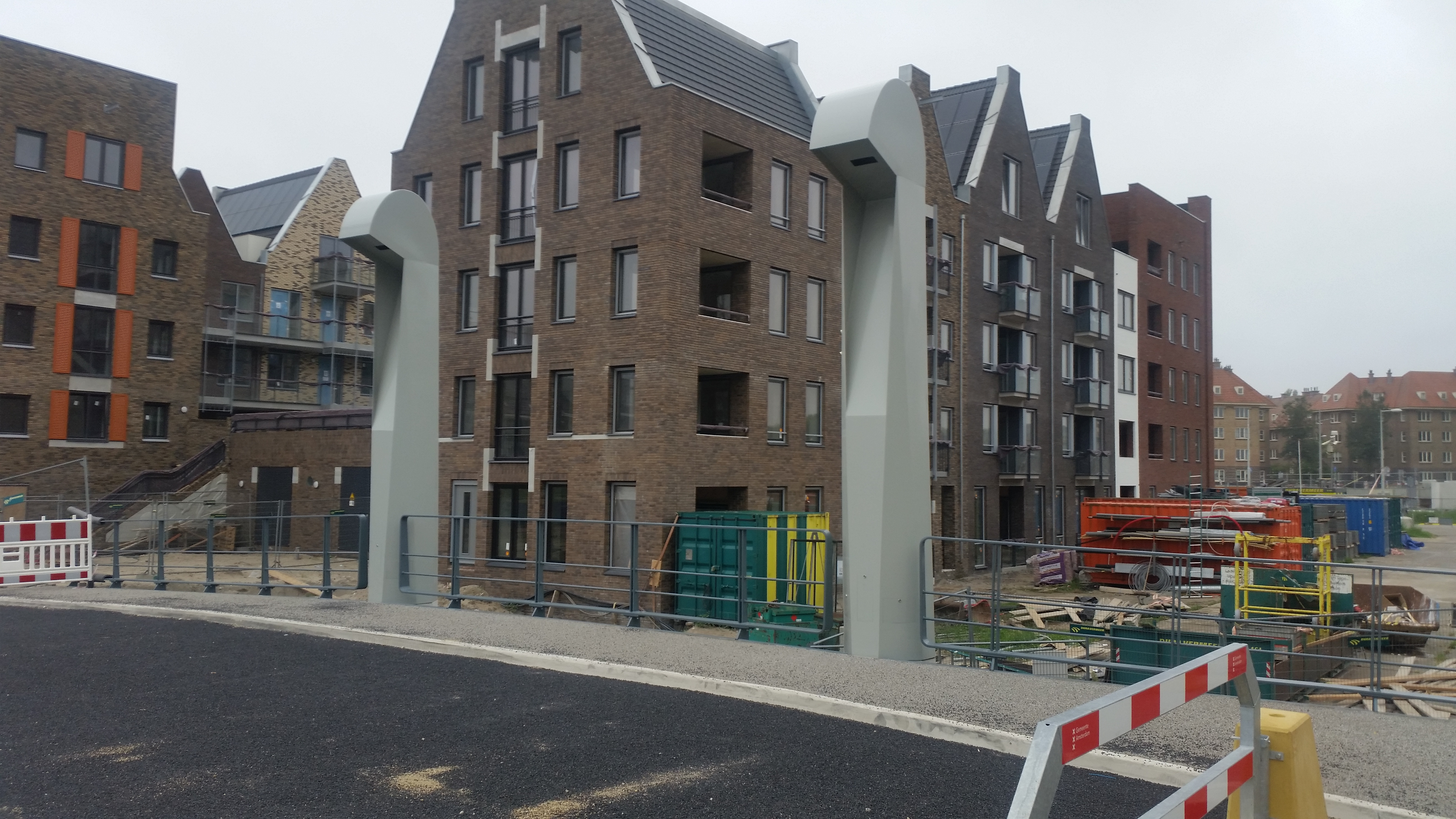
Helsingforsbrug met hefpylonen (19 augustus 2018)
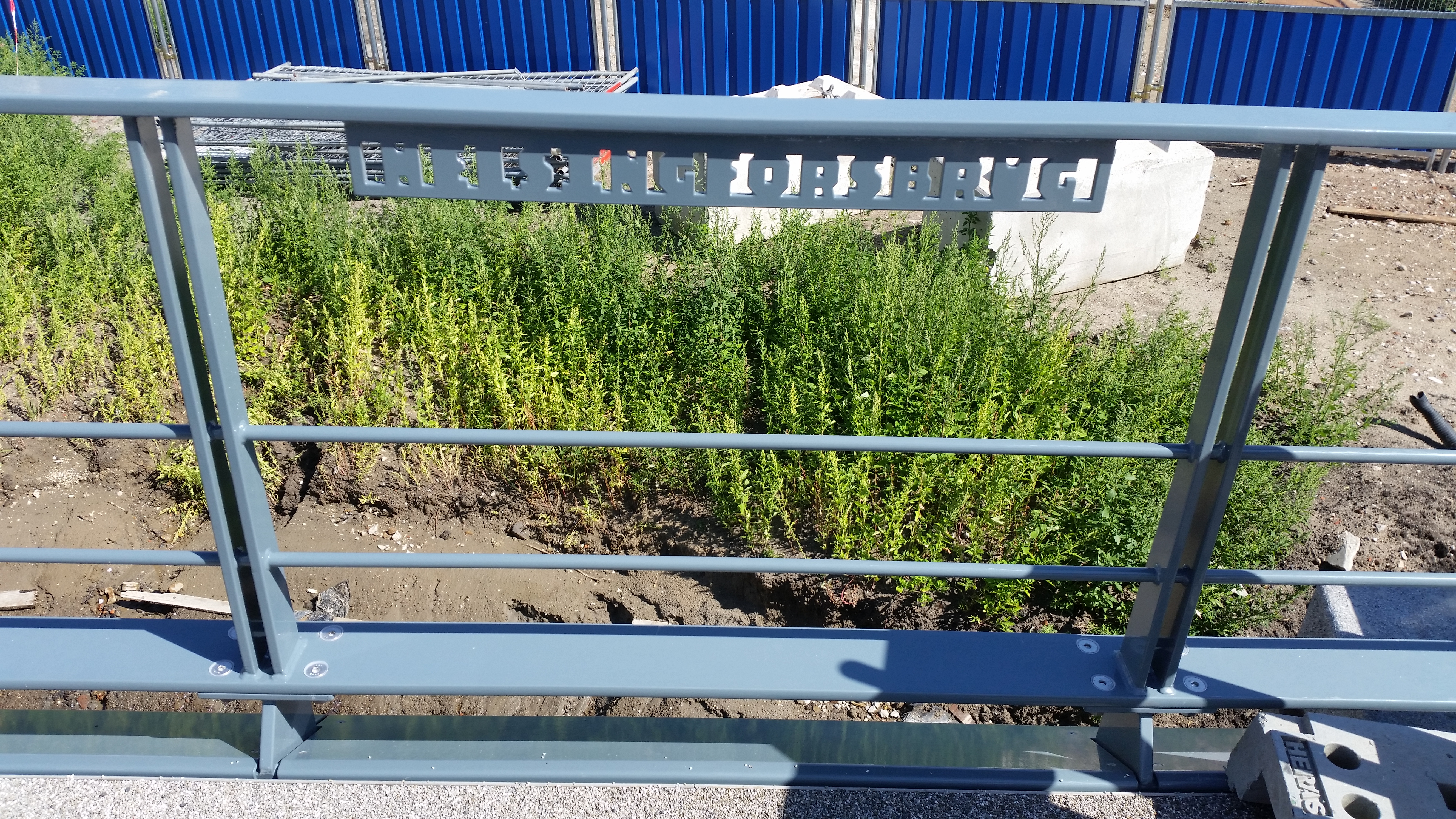
Naamplaat Helsingforsbrug (26 augustus 2018)

Elseneurbrug · Gevlebrug · Helsingforsbrug ·  Kalmarbrug · Kolbergbrug · Koningsbergenbrug · Kronstadtbrug · Lübeckbrug · Pernaubrug · Pilaubrug · Rostockbrug · Stralsundbrug · Windaubrug · Wisbybrug · Wismarbrug
2400 · 2401 · 2402 · 2403 · 2404 · 2405 · 2406 · 2407 · 2408 · 2409 ·  2410 · 2411 · 2412 · 2413 · 2414 · 2415 · 2421 · 2422 · 2423 · 2424 · 2425 · 2426 · 2427 · 2428 · 2429 · 2430 · 2431 · 2432 · 2433 · 2434 · 2435 · 2436 · 2437 · 2438 · 2439 · 2441 · 2451-2453 · 2454 · 2455 · 2456 · 2457 · 2459 · 2461 · 2462 · 2468 · 2469 · 2470 · 2471 · 2472 · 2473 · 2474 · 2475 · 2476 · 2477 · 2478 · 2480 · 2481 · 2482 · 2483 · 2484 · 2485 · 2486 · 2487 · 2488 · 2489 · 2490 · 2491 · 2492 · 2493 · 2494-2499
Brugnummers 2416, 2417, 2418, 2419, 2420, 2441, 2442, 2443, 2444,  2445, 2446, 2447, 2448, 2449, 2450, 2458, 2460, 2463, 2464, 2465, 2466, 2467, 2479 zijn niet vergeven.